# Rinnovu
U Rinnovu ist eine 1998 gegründete korsische Unabhängigkeitsbewegung. Ihr Sprecher ist Gérard Dykstra. Sie befindet sich politisch links und steht der Frontu di Liberazione Naziunalista Corsu (FLNC) nah.
Sie lehnt den von Paris diktierten Plan d'aménagement et de développement durable de la Corse (PADDUC) strikt ab.
Sie lehnt auch den Vertrag über eine Verfassung für Europa ab.
Im September 2008 bildete die Rivvovu mit den Bewegungen Corsica nazione indipendente, ANC-PSI und Strada diritta unter dem Namen Corsica Libera. 2012 verließ die Rinnovu die Corsica Libera.

## Wahlen
1999 nahm die Rinnovu-Bewegung an den Territorialwahlen in Korsika unter dem Namen Rinnovu naziunale teil und erhielt 4,4 % der Stimmen. 2001 stellte sie sich bei den Munizipalwahlen in Bastia unter dem Namen Rinnovu per Bastia auf und erhielt noch 4,1 % der Stimmen.
Im Jahre 2004 nahm die Rinnovu an den korsischen Territorialwahlen unter dem Namen Per u rinnovu und unter dem Vorsitzenden Paul Félix Benedetti teil und erhielt dabei 2,19 % der Stimmen.
2010 trat die Bewegung Corsica Libera, in der die Rinnovu Koalitionspartner ist, zu Territorialwahlen in Korsika 2010 an, auch hier unter dem Namen Corsica Libera und geleitet von Jean-Guy Talamoni sowie Paul Félix Benedetti. Dabei erhielten sie diesmal über 9,85 % der Wählerstimmen in der zweiten Runde.